# Ungersheim
Ungersheim ist eine französische Gemeinde mit 2440 Einwohnern (Stand 1. Januar 2022) im Kanton Wittenheim im Département Haut-Rhin in der Region Grand Est (bis 2015 Elsass).

## Geografie
Der Ort liegt zwischen Ensisheim und Raedersheim, acht Kilometer südöstlich von Guebwiller.

## Geschichte
Von 1871 bis zum Ende des Ersten Weltkrieges gehörte Ungersheim als Teil des Reichslandes Elsaß-Lothringen zum Deutschen Reich und war dem Kreis Gebweiler im Bezirk Oberelsaß zugeordnet.
Im Jahr 1904 wurden im südlichen Elsass bei Erkundungsbohrungen nach Erdöl in etwa 600 Meter Tiefe umfangreiche Kalivorkommen entdeckt. Nachdem im Grenzgebiet zwischen Pulversheim und Ungersheim die erste Grube Rudolph 1" (Rodolphe 1) 1913 in Betrieb genommen worden war, begann 1928 auch die Grube Rudolph II (Rodolphe 2) die Förderarbeit und es wurde auf der Straße in Richtung Bollwiller die Arbeitersiedlung Cité Alex errichtet. Im Jahr 1950 wurden in den zwei Rudolph-Schächten ca. 1600 Arbeiter beschäftigt. Nach 1976 wird der Kaliabbau jedoch nach und nach eingeschränkt, ab 1980 werden die Gruben stillgelegt. 1987 wird das Areal an das ebenfalls dort sich befindliche Freilichtmuseum Écomusée d’Alsace abgegeben, das eine Rekonstruktion als historisches Bergwerk in Angriff nimmt, was ab 1994 durch die Groupe Rodolphe fortgesetzt wird.
2011 hat sich Ungersheim der Transition-Town-Bewegung angeschlossen, initiiert vom Briten Rob Hopkins. Die europaweit aktive Bewegung will in teilnehmenden Städten ein nachhaltiges Wirtschaftssystem aufbauen.
Das Elsass-Dorf will sich selbst versorgen und hat sogar schon ein eigenes Solarkraftwerk.
Seit 2013 gibt es in Ungersheim den "Radis" (Rettich), eine eigene lokale Währung. Das soll für die Bewohner Anreize schaffen, ihr Geld vor Ort ausgeben.
Es gibt eine Pferdekutsche, die jeden Morgen die Kinder zur Schule fährt. Die Turnhalle wird mit Holz beheizt, und ein Trägerverein hat die Bewirtschaftung des ortsansässigen Biohofs übernommen, der nicht nur die eigene Schulkantine beliefert, sondern auch biologisch wertvolle Mahlzeiten in den Schulen umliegender Dörfer verteilt.
| 1910 | 1962 | 1968 | 1975 | 1982 | 1990 | 1999 | 2006 | 2017 |
| ---- | ---- | ---- | ---- | ---- | ---- | ---- | ---- | ---- |
| 817  | 1065 | 1113 | 1280 | 1430 | 1457 | 1633 | 1947 | 2341 |

## Sehenswürdigkeiten
- Von Juni 2006 bis September 2012 gab es bei Ungersheim den Freizeit- und Themenpark Bioscope.
- Am 12. Juli 2014 eröffnete bei Ungersheim auf dem Gelände des Freizeitparks Bioscope offiziell der Luft- und Wasser-Themenpark Le Parc du Petit Prince („Der Park des kleinen Prinzen“). Dort gibt es rund 30 Attraktionen, darunter Labyrinthe, einen Flugsimulator, drei Kinos und eine Schmetterlingsfarm.[6][7]

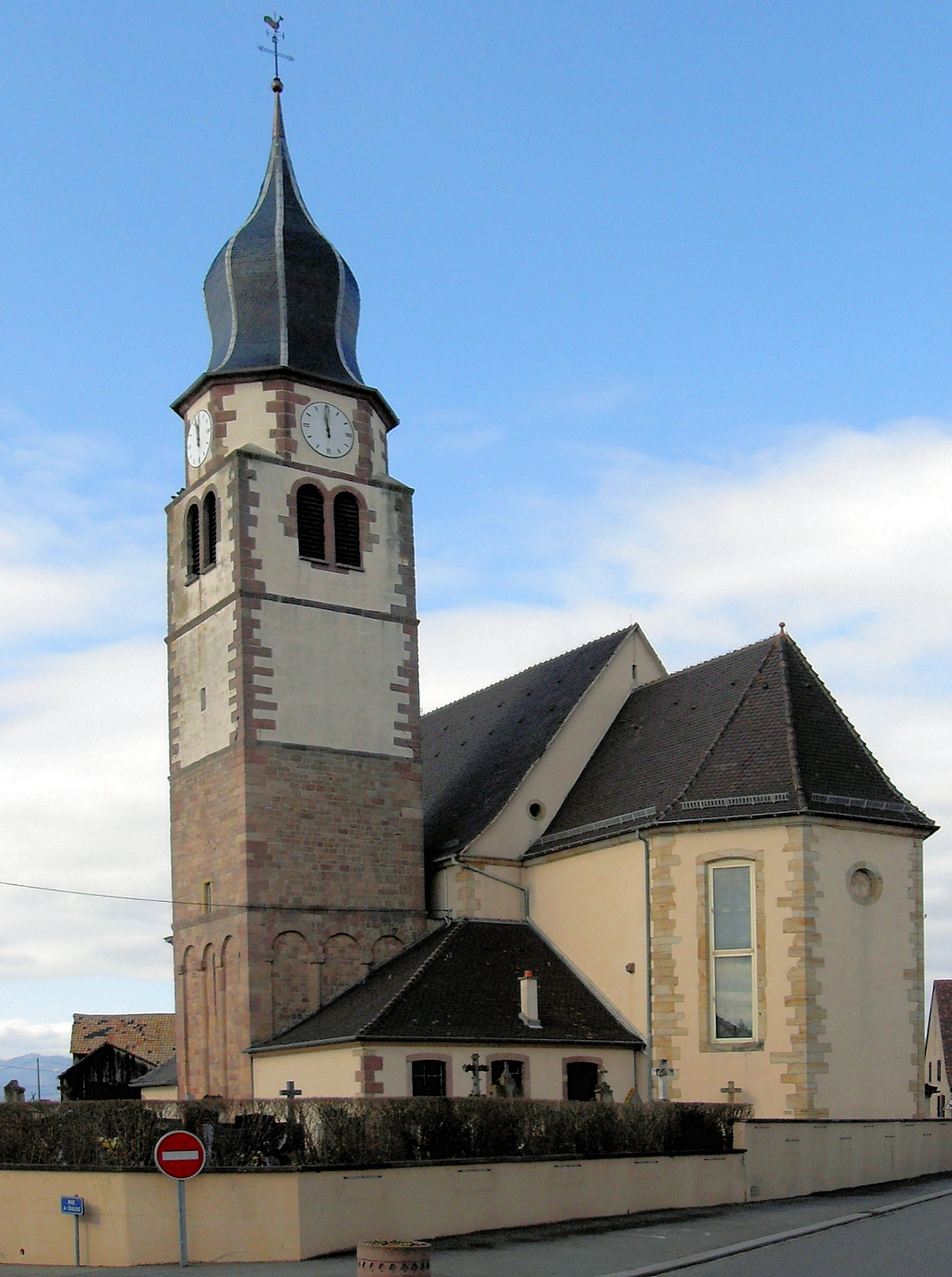
Kirche St. Michael
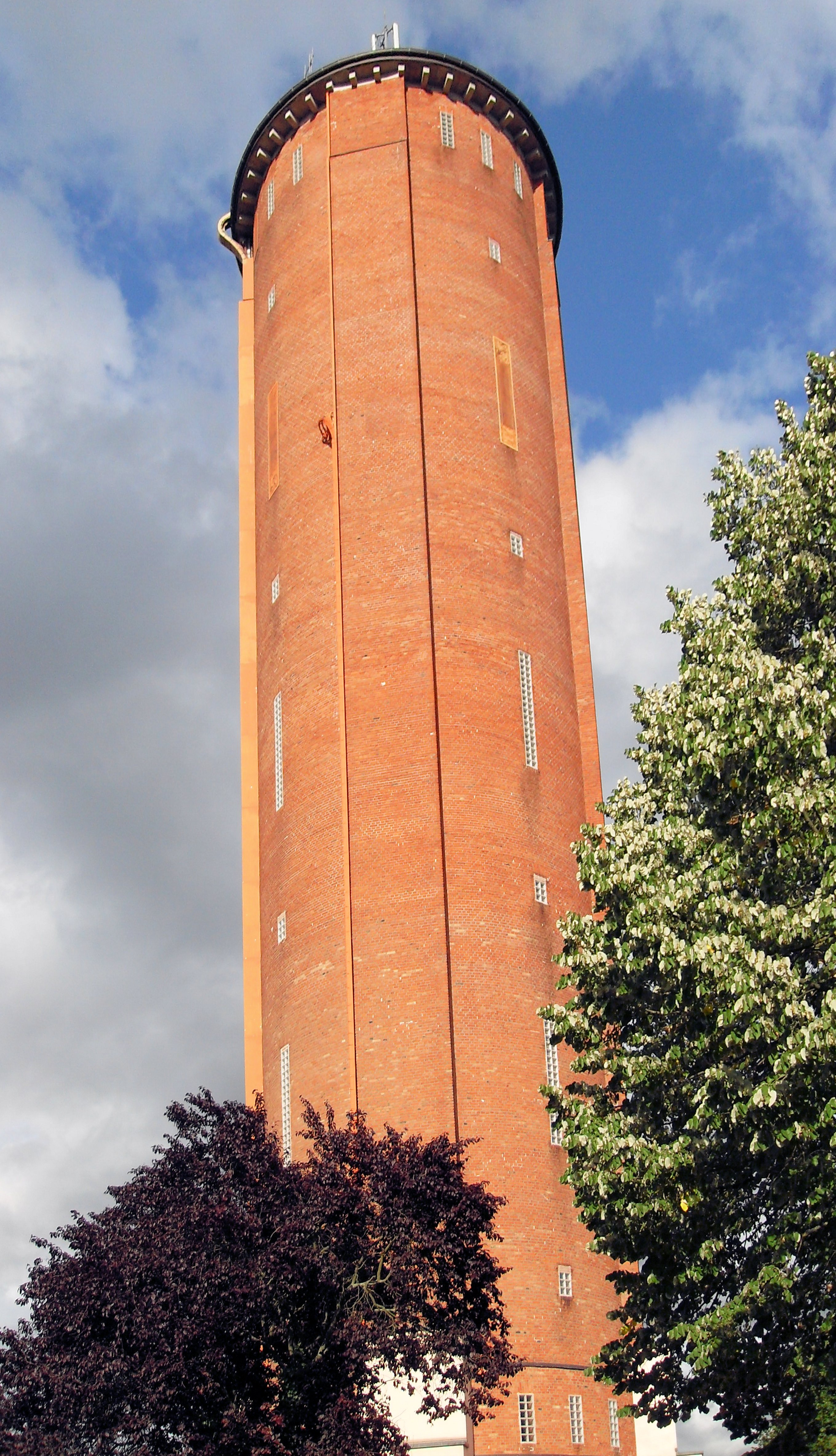
Siloturm EAGFL

- Ungersheim ist auch der Standort des Écomusée d’Alsace, eines Freilichtparks mit über 70 Häusern, die den herkömmlichen Baustil im Sundgau und im übrigen Südelsass präsentieren. In diesem Museumsdorf erfährt der Besucher auch Näheres über traditionelle Berufe, Haustierrassen und die lokale Lebensweise.
- Das alte Kalibergwerk Mine Rodolphe neben dem Écomusée, zu besichtigen jährlich im Rahmen der französischen Tage des offenen Denkmals (Journées du Patrimoine) im September.
- Kirche Saint-Michel
- Siloturm des EAGFL